# Жир (галерея)
Галере́я «ЖИР» — московская галерея современного искусства. Расположена на территории Центра современного искусства «Винзавод». Ориентируется на новую и альтернативную арт-сцену.

## История
Галерея является совместным проектом двух галеристов — коллекционера и владельца галереи «Риджина» Владимира Овчаренко и директора галереи Reflex Татьяны Волковой. Создана в 2009 году в помещении галереи Reflex на территории «Арт-Стрелки». После закрытия «Арт-Стрелки» получила помещение Акцизного зала Винзавода.
В 2011 году как специальный проект IV Московской биеннале проектом «ЖИР» был проведён международный фестиваль активистского искусства «МедиаУдар», который так впечатлил куратора основного проекта биеннале Петера Вайбеля, что тот помог анархоактивистам издать каталог.
В 2013 году проектом «ЖИР» в центре дизайна ArtPlay при поддержке Фонда имени Андрея Рылькова был проведён уже 2-й международный фестиваль активистского искусства «МедиаУдар».